# Distretto di Gwelekpoken
Il distretto di Gwelekpoken è un distretto della Liberia facente parte della contea di Maryland.